# نوش آمریکایی
نوش آمریکایی یا نوش سفید آمریکا (نام علمی: Thuja occidentalis) نام یک گونه از سرده نوش است. نام دیگر این گونه، درخت حیات‌بخش و تویای آمریکایی است. کاشت آن به منظور ایجاد دیواره سبز یا پرچین انجام می‌شود و جنبهٔ درخت زینتی دارد.

## ویژگی‌ها
نوش آمریکایی گیاهی است که در جوانی دارای تاج‌های مخروطی و باریک بوده بعدها به شکل پهن و تا حدودی تخم مرغی تغییر شکل می‌دهد. شاخه‌های کوتاه پرانشعاب با آرایش متناوب به صورت افقی و در یک سطح گسترده شده‌اند.
برگ آن معطر، فلسی به شکل تخم‌مرغی نوک‌تیز است. سطح رویی به رنگ سبز روشن و قسمت شکمی آن از نوار استوماتی پهن و نقره‌ای رنگ پوشیده شده است.
ازدیاد این گیاه به صورت کاشت بذر و قلمه و مکان رشد آن در آفتاب و سایه است.

## نگارخانه

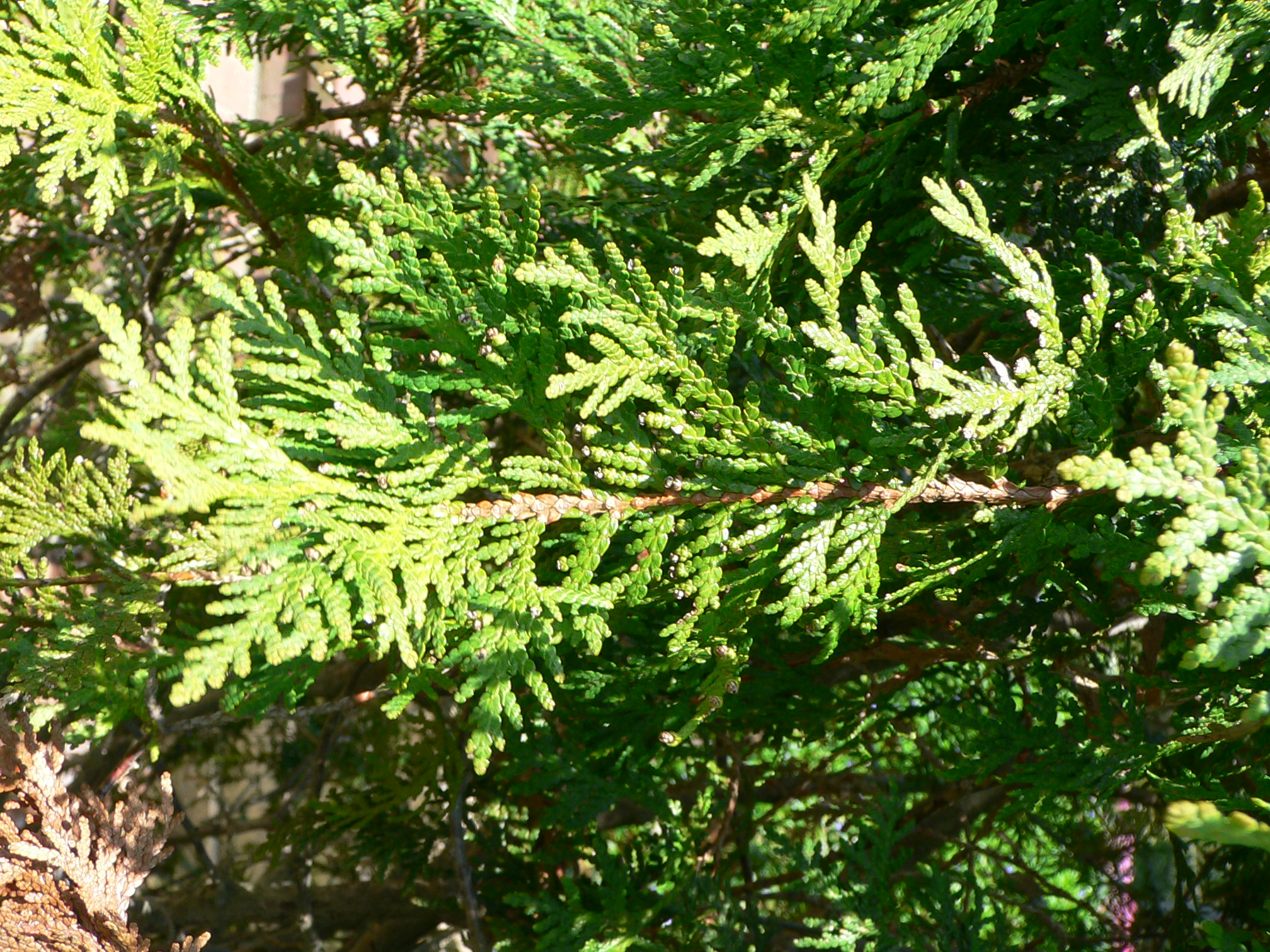
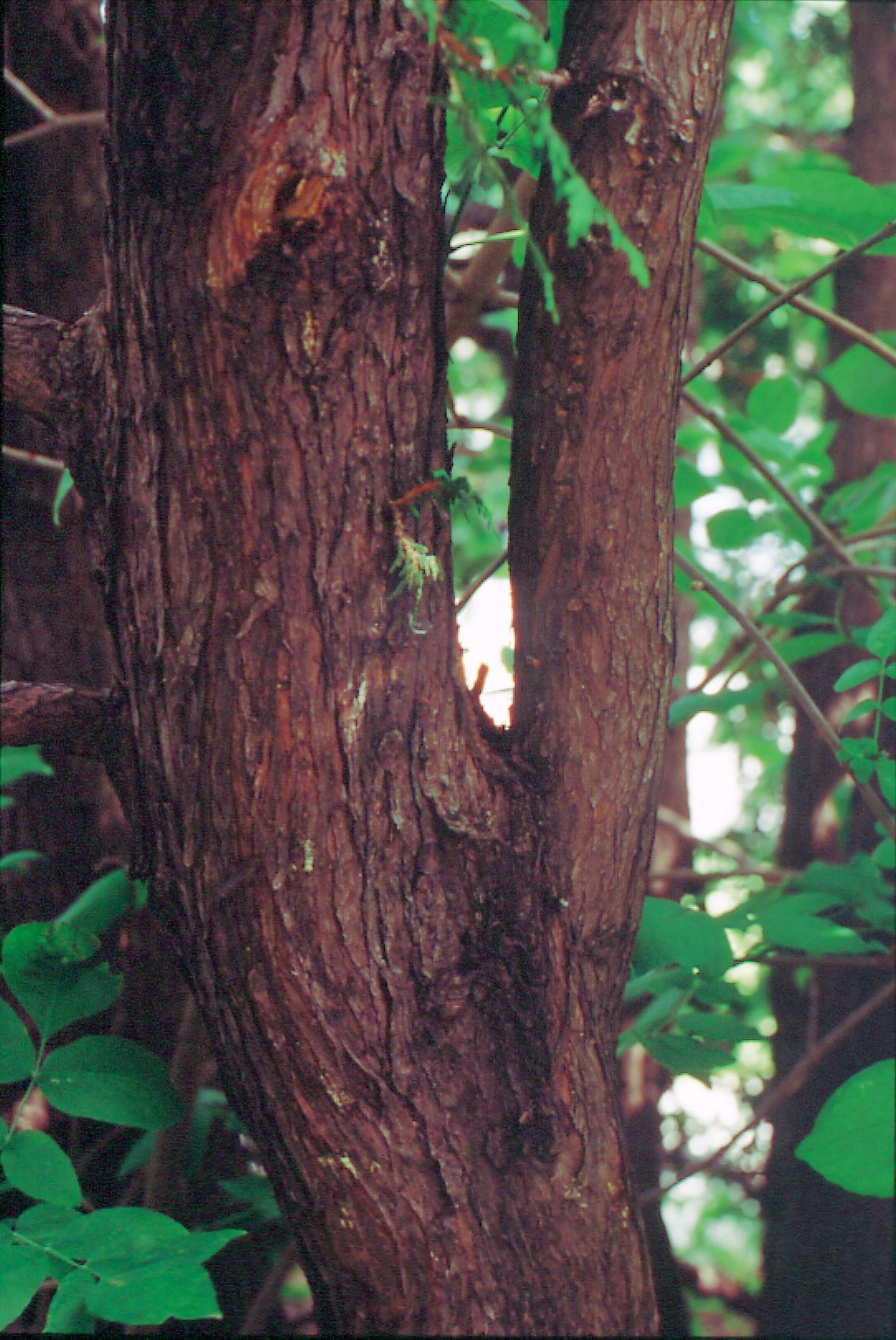
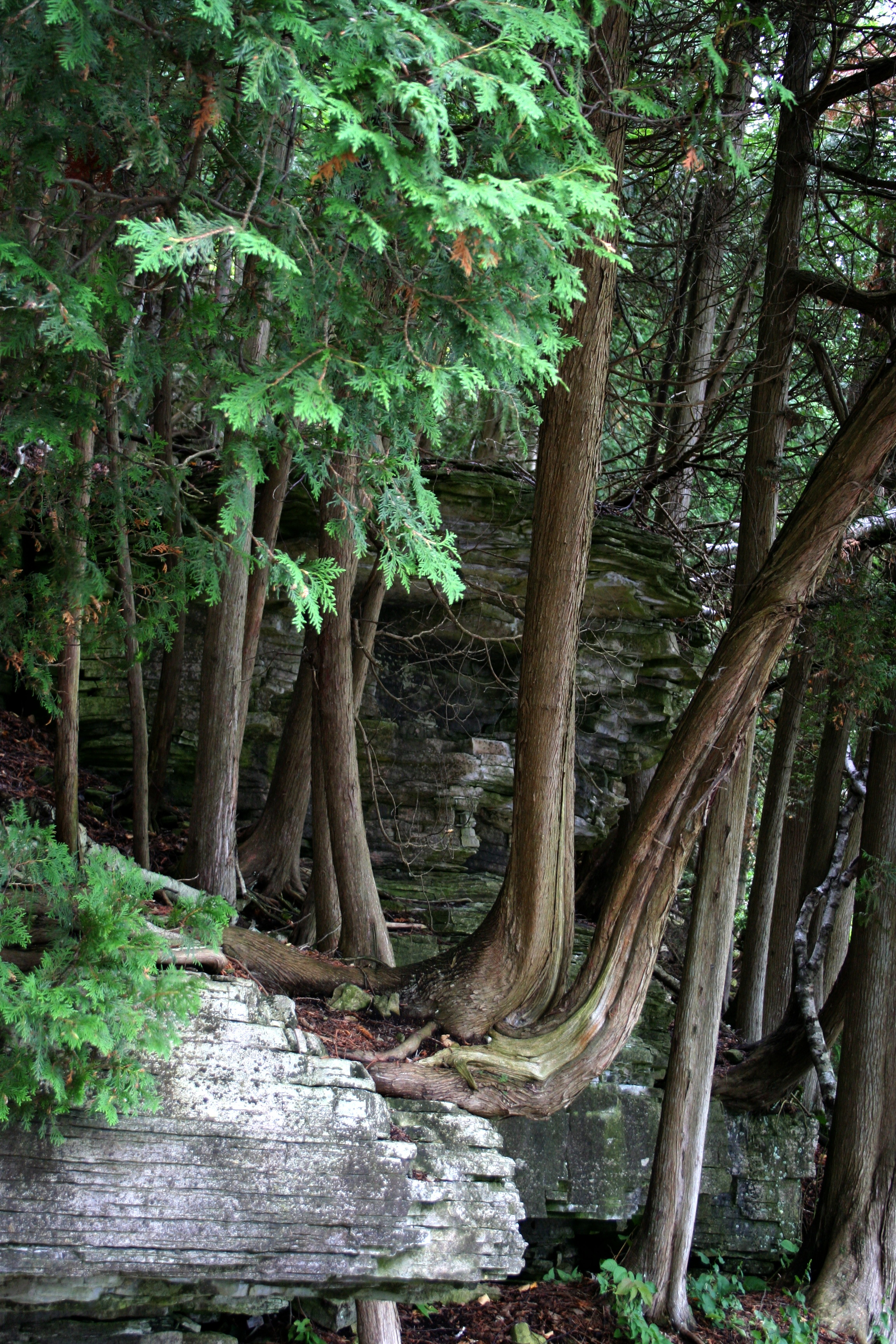
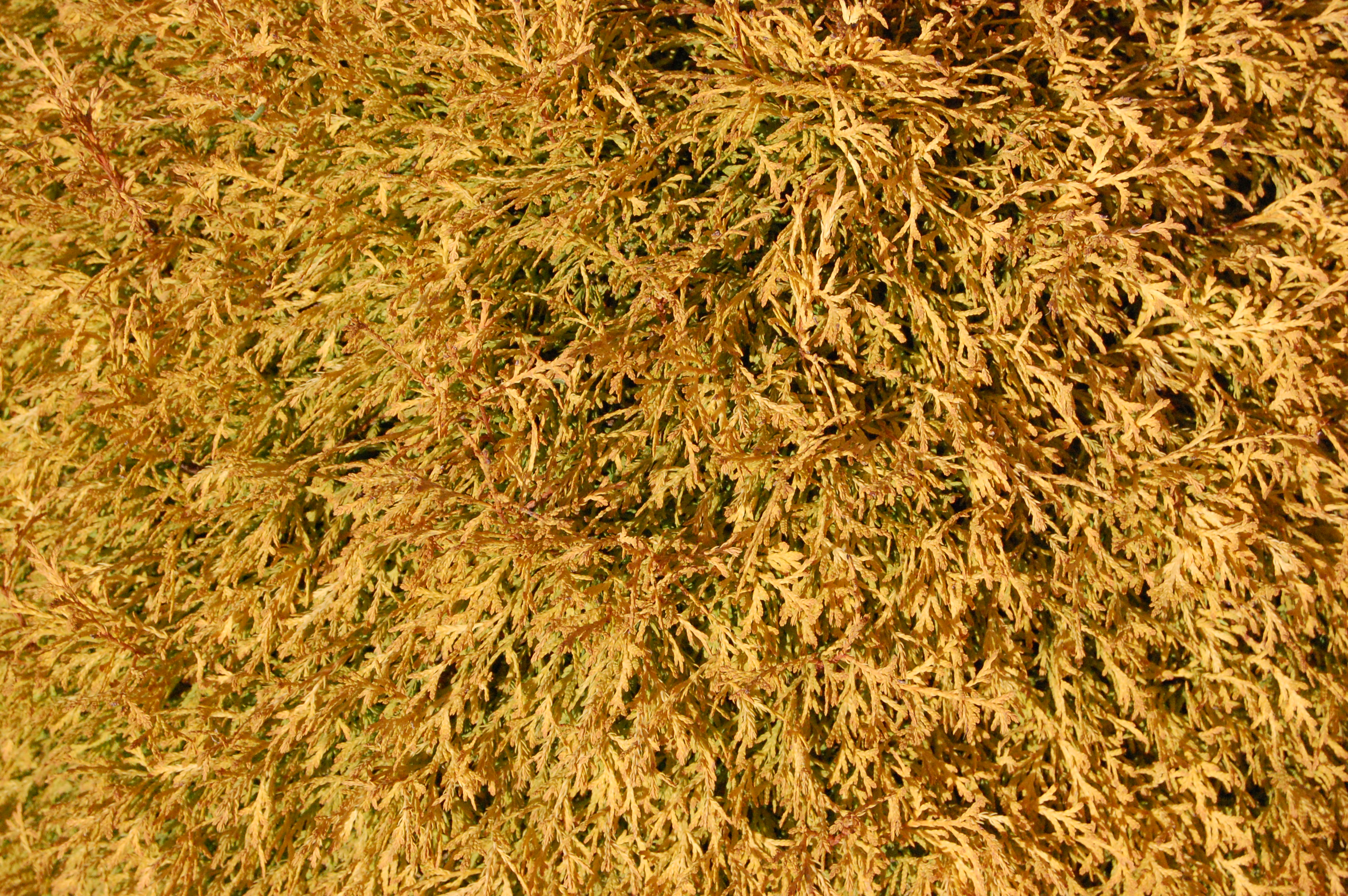
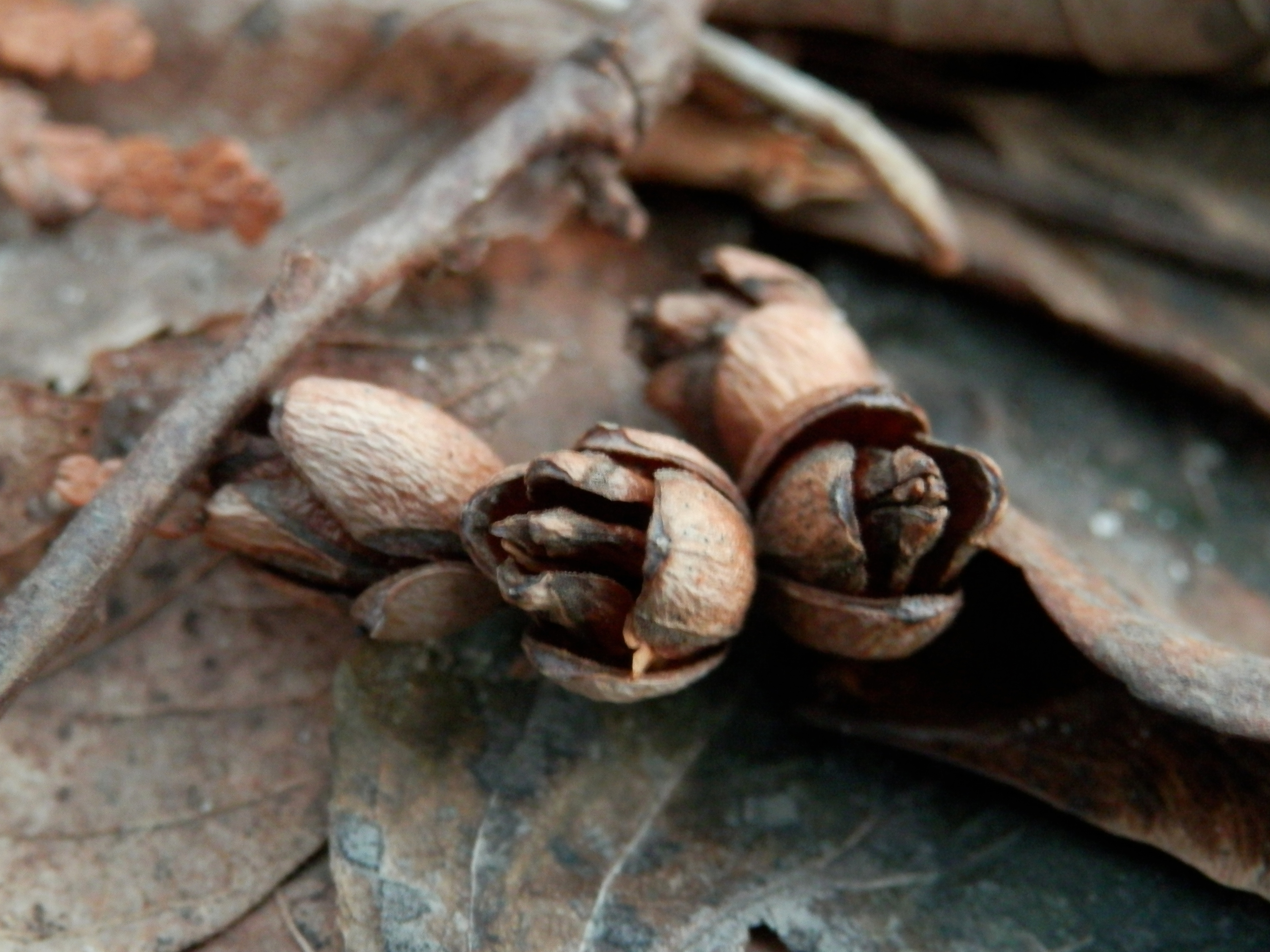